# Josefinas da Caridade
O Instituto das Irmãs Josefinas da Caridade é uma congregação religiosa católica feminina, de direito pontifício, fundada por Caterina Coromina Agustí em Vic, Espanha, em 1897, com o objetivo de assistir os doentes e idosos necessitados. As monjas desta congregação são conhecidas como Josefinas de la Caridad ou Josefinas de Vich, e acrescentam aos seus nomes as iniciais de H.J.C. 

## História

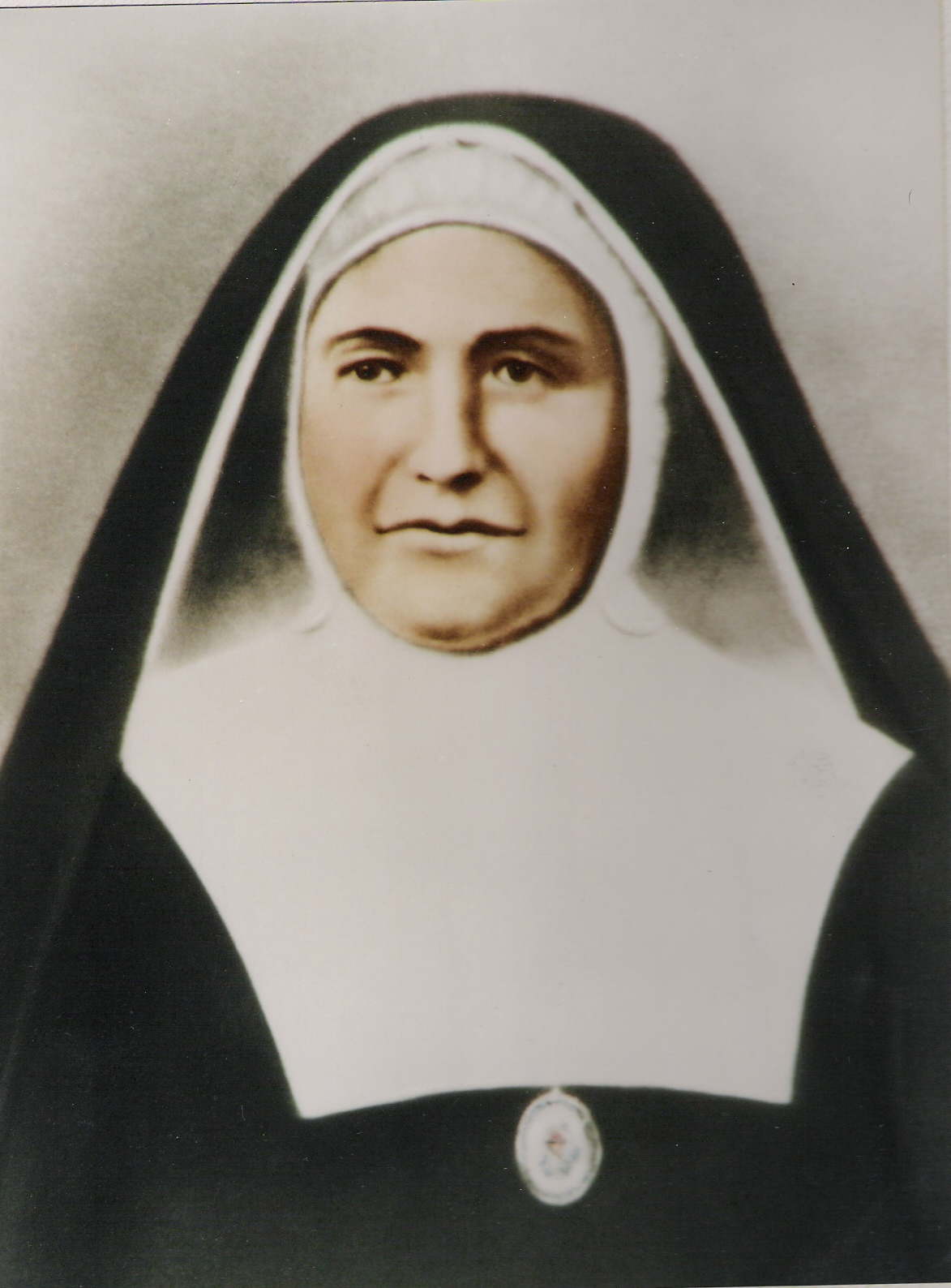
Caterina Coromina Agustí (1824-1893), fundadora das Josefinas de la Caridad.

Caterina Coromina trabalhava como empregada doméstica em Vich, Barcelona ( Espanha ). Dos seus serviços aos idosos que necessitavam de cuidados de saúde, surgiu a ideia de fundar uma congregação religiosa para esta necessidade. Para atingir seu objetivo, contou com a ajuda de seu diretor espiritual, o padre oratoriano Padre Costa. Em 29 de junho de 1877, juntamente com três companheiras, entre elas uma de suas sobrinhas, fundou uma pequena comunidade para atender os pobres e necessitados, principalmente os idosos. 
O começo foi difícil, os colegas de Coromina a abandonaram na empresa. Mais tarde, chegariam outras cinco mulheres com o desejo de serem religiosas. Com eles, em 25 de junho de 1881, emitiu os primeiros votos de obediência, castidade e pobreza. A partir de então passaram a ser conhecidas como Irmãs Josefinas de la Caridad. 
A segunda fundação foi feita em Vilasar de Dalt (1885), onde chegaram a convite da prefeitura, para atender doentes de cólera. Uma das noviças contraiu a doença e se tornou a primeira Josefina a ser vítima de caridade.
Uma nova geração de irmãs mais preparadas viu em Caterina Coromina uma dificuldade para a expansão e desenvolvimento do instituto. Coromina era praticamente analfabeta, por isso a administração geral do instituto foi retirada dela e ela foi transferida para a casa mãe de Vich.  Após sua morte (1893), as irmãs Josefinas adotaram uma regra de vida baseada na das freiras carmelitas. Então suas constituições foram baseadas na Regra de Santo Agostinho. Isso fez com que, em 1900, cerca de trinta freiras se separassem da congregação para fundar as Carmelitas de San José. 
As Josefinas da Caridade receberam a primeira aprovação pontifícia em 30 de novembro de 1924 e a aprovação final das constituições em 3 de julho de 1934. 
Em 2006, o Papa Bento XVI declarou o fundador venerável.

## Atividades e presença
As Josefinas de Vich dedicam-se a cuidar de doentes e idosos, ao domicílio e em hospitais ou clínicas. Além disso, realizam outras atividades como acolhimento de crianças em creches e assistência aos mais necessitados.
Em 2011, a congregação contava com cerca de 103 religiosos,  em 16 casas,  presentes na Colômbia, Espanha e Peru. A casa geral está localizada em Vich e sua atual superiora geral é a monja espanhola Manuela Esther Díaz Torres. 